# Agustina Pérez Rial
Pour les articles homonymes, voir Perez et Rial.
Agustina Pérez Rial, née à Mar del Plata en 1982, est une réalisatrice et critique de cinéma. Elle travaille notamment sur les documents d'archives. Elle vit à Buenos Aires.

## Biographie
Elle est diplômée en sciences de la communication de l'Université de Buenos Aires. Elle complète sa formation initiale avec un diplôme en gestion culturelle. Ses recherches portent sur la sémiotique, les productions audiovisuelles et le genre.
En 2014, avec Paulina Bettendorff, elle publie l'ouvrage Tránsitos de la mirada. Mujeres que hacen cine en Argentina. Jusque dans les années 1990, il y a très peu de femmes dans le cinéma argentin que ce soit en réalisation, en production, en technique. Et celles qui ont réalisé des films sont complètement invisibilisées. Cet ouvrage cartographie les femmes cinéastes argentines. L'ouvrage compile également des articles de critiques universitaires qui analysent l'esthétique de la réalisatrice. Dans une dernière partie, Tránsitos de la mirada intègre des interviews de réalisatrices contemporaines qui s'expriment sur la création et leur expérience professionnelle dans le domaine cinématographique.
Elles recensent quinze réalisatrices, une seule réalisatrice réussit à développer une importante filmographie. Il s'agit de Maria Luisa Bemberg. Elles citent Maria B. de Celestini, Renée Oro, Elena Sansinea, Emilia Saleny, les scénaristes Nina Marshall ou Beatriz Guido. Pour les années 1960 et 1970, il y a des courts métrages réalisés par des femmes qui est une porte dans le monde du cinéma. En 1988, la création de l'association La mujer y el cine a permis aux femmes d'entrer dans le monde du cinéma. Le Nuevo Cinema Argentino est également un espace ouvert à de nouvelles expérimentation et un nouveau regard.
Depuis 2017, elle dirige le studio Fiurde, spécialisé dans le travail audiovisuel à partir d'archives.
En 2021, elle réalise son premier long métrage Danubio. En 1968, la dictature organise le Festival international du film de Mar del Plata af de montrer son ouverture, alors que la répression et la censure règnent dans le pas. À partir d'un travail d'archives, de documents de surveillance de l'État, le film recrée l'histoire d'un groupe de communistes slaves qui s'infiltrent dans le Festival pour établir des contacts avec les différentes délégations des pays socialistes présents.

## Publications
- (es) Paulina Bettendorff et Agustina Pérez Rial, Tránsitos de la mirada. Mujeres que hacen cine, Buenos Aires, Libraria, 2014, 175 p.

## Films
- Danubio, 62 min, 2021